# Jean Pradairol
Jean Martin Pradairol (* 1. Januar 1878 in Bordeaux; † 24. Januar 1965 ebenda) war ein französischer Turner.

## Leben
Jean Pradairol belegte bei den Olympischen Sommerspielen 1900 in Paris in dem als „Championnat International de Gymnastique“ bezeichneten Einzelmehrkampf den 79. Platz.